# Франкавила Фонтана
Франкавѝла Фонта̀на (на италиански: Francavilla Fontana, на местен диалект Francaìdda, Франкаида) е град и община в Южна Италия, провинция Бриндизи, регион Пулия. Разположен е на 142 m надморска височина. Населението на общината е 36 571 души (към 2011 г.).